# Cala dels Canyers (Platja d'Aro)
La cala dels Canyers és una petita platja en una zona urbanitzada del municipi de Castell d'Aro, Platja d'Aro i s'Agaró (Baix Empordà), situada entre la cala del Pi, al sud, i la platja de Belladona, al nord, en un tram de roquissar amb moltes cales petites, entre les poblacions de Platja d'Aro i Sant Antoni de Calonge. Orientada a l'est-sud-est, té una longitud de 32 m i una amplada mitjana de 7 m, formada per sorra gruixuda i grava. S'hi practica el nudisme. A continuació de la platja, al costat nord, i formant un mateix àmbit, hi ha la cala del Paller, una zona molt rocosa i d'accés complicat, que arriba fins a la formació rocosa anomenada Belladona Grossa.